# Vararia incrustata
Vararia incrustata är en svampart som beskrevs av Gresl. & Rajchenb. 1997. Vararia incrustata ingår i släktet Vararia och familjen Lachnocladiaceae.   Inga underarter finns listade i Catalogue of Life.